# Sorex samniticus
Musaraigne des Apennins
Espèce
Synonymes
- Sorex (Sorex) samniticus Altobello, 1926[2]
- Sorex garganicus Pasa, 1953[1]
- Sorex monsvairani (Altobello, 1927)[1]

Statut de conservation UICN

 LC  : Préoccupation mineure
Répartition géographique
Sorex samniticus, communément appelé la Musaraigne des Apennins, est une espèce de musaraignes de la famille des Soricidae. L'espèce est endémique en Italie.

## Habitat
Endémique à l’Italie, l’espèce se rencontre entre 300 et 1 160 m d'altitude des Apennins à la Calabre.
Elle se rencontre dans des fruticées, près de ruisseaux, etc.